# Nathaniel Lord Britton

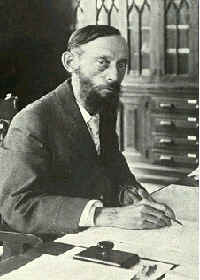
Nathaniel Lord Britton

Nathaniel Lord Britton (* 15. Januar 1859 in New Dorp, Staten Island; † 26. Juni 1934 in New York) war ein US-amerikanischer Geologe und Botaniker. Sein offizielles botanisches Autorenkürzel lautet „Britton“. Seine Frau Elizabeth Gertrude Britton (1858–1934), geborene Knight, war ebenfalls Botanikerin.

## Leben
Britton, der Sohn von Jasper Alexander Hamilton Britton und Harriet Lord Turner, sollte nach dem Willen der Eltern Theologie studieren, fand sich indessen aber seit früher Jugend zur Naturgeschichte hingezogen. Er studierte an der Columbia University School of Mines und unterrichtete anschließend Geologie und Botanik an der  Universität von Columbia. Nach seinem Studium war er dem Torrey Botanical Club beigetreten, dessen Mitglied er lebenslang blieb.
Am 27. August 1885 heiratete er die Bryologin Elizabeth Gertrude Knight. Ihre Hochzeitsreise unternahmen sie 1888 nach Europa und anlässlich eines Besuches der Kew Gardens begeisterte sich seine Frau für die Idee, die sie nach der Rückkehr dem Torrey Club vorschlug, in New York gleichfalls einen Botanischen Garten anzulegen. Das Ehepaar lancierte eine erfolgreiche Kampagne und so verließen beide Columbia 1895, als Britton erster Direktor des neu angelegten New York Botanical Garden wurde. Bis 1929 blieb er auf seinem Posten. Zusammen mit ihm waren Andrew Carnegie, J. Pierpont Morgan und Cornelius Vanderbilt II. im ersten Aufsichtsrat des Botanischen Gartens. Sponsoren fand Britton, indem er neu entdeckte Pflanzenarten nach ihnen benannte. Britton war auch Mitbegründer des Staten Island Institute of Arts & Sciences. Er hat mehrere botanische Fachbücher verfasst und war zusammen mit Joseph Nelson Rose in der Erforschung der nordamerikanischen Flora und speziell der Kakteen tätig.

## Ehrungen
1925 wurde Britton in die American Academy of Arts and Sciences, 1928 in die American Philosophical Society sowie 1914 in die National Academy of Sciences gewählt.
Folgende Pflanzengattungen sind nach ihm benannt:
- Brittonamra Kuntze aus der Familie der Hülsenfrüchtler (Fabaceae)
- Brittonella Rusby aus der Familie der Malpighiengewächse (Malpighiaceae)
- Brittonia Frick aus der Familie der Kakteengewächse (Cactaceae)
- Brittonrosea Speg. aus der Familie der Kakteengewächse (Cactaceae) ist nach Britton und nach Joseph Nelson Rose benannt.
- Brittonastrum Briq. aus der Familie der Lamiaceae (Lamiaceae) ist wahrscheinlich nach Britton benannt.

Weiterhin ist die Zeitschrift Brittonia nach Britton benannt.

## Schriften (Auswahl)
- Manual of the flora of the Northern States and Canada. 1901, doi:10.5962/bhl.title.62418.
- North American Trees. 1908, doi:10.5962/bhl.title.55765 – mit Joseph Adolf Shafer.
- An illustrated flora of the northern United States, Canada and the British possessions: from Newfoundland to the parallel of the southern boundary of Virginia, and from the Atlantic Ocean westward to the 102d meridian. 3 Bände, 1913, doi:10.5962/bhl.title.940 – mit Addison Brown.
- Flora of Bermuda. 1918, doi:10.5962/bhl.title.1352.
- The Flora of the American Virgin Islands. In: Brooklyn Botanic Garden Memoirs. Band 1, 1918, S. 19–118, doi:10.5962/bhl.title.46288.
- The Cactaceae. 4 Bände, 1919–1923 – mit Joseph Nelson Rose.
- The Bahama flora. 1920, doi:10.5962/bhl.title.54084 – mit Charles Frederick Millspaugh.

## Weiterführende Literatur
- Peter Philip Mickulas: Britton's botanical empire: The New York Botanical Garden and American botany, 1888–1929. Band 94 der Memoirs of the New York Botanical Garden, New York Botanical Garden, 2007, ISBN 978-0-89327-479-5.
- E. D. Merrill: Biographical Memoir of Nathaniel Lord Britton, 1859-1934. With Bibliography by J. H. Barnhart. Hrsg.: National Academy of Sciences (= Biographical Memoirs of the National Academy of Sciences. Band 19). Washington, D.C. 1938, S. 147–202 (PDF).